# Prapreče (gmina Vransko)
Prapreče – wieś w Słowenii, w gminie Vransko. W 2018 roku liczyła 159 mieszkańców.